# Seleção Indiana de Futebol
A Seleção Indiana de Futebol representa a Índia nas competições de futebol da FIFA. Fundada em 1937, filiou-se à FIFA em 1948.

## História
Embora seja uma seleção que joga há muitos anos e o país conte com uma das ligas nacionais mais antigas do mundo, a Seleção Indiana até hoje não se firmou como uma força no futebol asiático. O futebol local está em fase de profissionalização e tem apresentado certa evolução, mas a seleção ainda está longe do nível de seleções como Japão e Coreia do Sul. Ainda assim, conquistou por duas vezes a medalha de ouro nos Jogos Asiáticos em 1951 e 1962. Obteve ainda uma medalha de bronze em 1970. 
No Futebol dos Jogos Olímpicos de 1956, chegou às semifinais, terminando em 4º lugar. Conseguiu se classificar, mas desistiu de disputar a Copa do Mundo FIFA de 1950. Seu título mais recente foi a medalha de ouro nos Jogos da Lusofonia de 2014.

## A desistência da Copa do Mundo de 1950
A Índia se classificou uma única vez para uma Copa do Mundo: em 1950, mas não pôde disputar. A equipe ganhou a vaga graças à desistências de Indonésia, Myanmar e Filipinas e seriam o segundo representante asiático na história da competição.
O motivo foi que a Federação Indiana de Futebol não tinha conhecimento da importância da competição e alegou problemas financeiros e com a falta de treinamento da seleção, embora a FIFA tivesse concordado em arcar com parte das despesas da viagem até o Brasil. Até então, consideram a competição nas Olimpíadas mais relevante.

## Copa da Ásia
Em toda sua história, a Índia se classificou para apenas 5 edições da Copa da Ásia (1964, 1984, 2011, 2019 e 2023), tendo pouco destaque em todas. O melhor desempenho dos Tigres Azuis na competição foi em 1964, quando terminou com o vice-campeonato.
Na Copa da Ásia de 2011, os azuis fizeram sua pior campanha: nenhuma vitória, nenhum empate e três derrotas, todas por goleada. Marcou apenas três gols e sofreu 13, tendo saldo de -10.

## Desempenho em Copas do Mundo
- 1930 a 1938 - Não disputou
- 1950 - Qualificada mas desistiu
- 1954 - Inscrição não aceita pela FIFA
- 1958 a 1982 - Não disputou
- 1986 a 2022 - Não se classificou

## Desempenho na Copa da Ásia
- 1956 - Não se inscreveu
- 1960 - Não se classificou
- 1964 - Vice-campeã
- 1968 - Não se classificou
- 1972 a 1980 - Não se inscreveu
- 1984 - Fase de grupos
- 1986 a 2007 - Não se classificou
- 2011 - Fase de grupos
- 2015 - Não se classificou
- 2019 - Fase de grupos
- 2023 - Fase de grupos

## Recordes
- Atualizado até 9 de setembro de 2024

Jogadores em negrito ainda em atividade pela Seleção Indiana.